# Stenus strangulatus
Stenus strangulatus är en skalbaggsart som beskrevs av Thomas Casey. Stenus strangulatus ingår i släktet Stenus och familjen kortvingar. Inga underarter finns listade i Catalogue of Life.